# Mark Begich
Mark P. Begich, född 31 mars 1962 i Anchorage, Alaska, är en amerikansk demokratisk politiker. Han var borgmästare i Alaskas största stad Anchorage 2003–2009. Han besegrade den sittande senatorn Ted Stevens i kongressvalet i USA 2008. Begich var senator för Alaska 2009–2015. Han besegrades av utmanaren Dan Sullivan i mellanårsvalet i USA 2014.
Enligt en analys av Congressional Quarterly år 2013 röstade Begich med president Obama 97 procent av tiden.
Under hans mandatperiod i senaten var Begich den enda amerikanska senatorn utan en högskoleexamen.
Den 1 juni 2018 meddelade Begich att han skulle ställa upp i guvernörsvalet år 2018 i Alaska. Han förlorade guvernörsvalet med en marginal på 9 poäng.
Fadern Nick Begich representerade Alaska i USA:s representanthus. Flygplanet där Nick Begich och representanthusets majoritetsledare Hale Boggs befann sig ombord försvann spårlöst ovanför Alaskagolfen år 1972. Begichs kroatiska farfar utvandrade 1911 till Minnesota. Mark Begich gifte sig 1990 med Deborah Bonito. Paret har en son, Jacob. Begich är katolik.